# Zhengxing
Zhengxing (kinesiska: 正兴) är en köping i sydvästra Kina. Den ligger i stadsdistriktet Bishan i storstadsområdet Chongqing, omkring 44 kilometer väster om det centrala stadsdistriktet Yuzhong. Antalet invånare är 27 804. Befolkningen består av 13 944 kvinnor och 13 860 män. Barn under 15 år utgör 17,0 %, vuxna 15-64 år 65 %, och äldre över 65 år 17,0 %.